# Volta a El Salvador
La Volta a El Salvador (en castellà: Vuelta a El Salvador) eren una curses ciclistes en categoria masculina i femenina per etapes que es disputaven a El Salvador. La primera edició es disputà el 1964, i la femenina a partir del 2004. L'última cursa es va organitzar al 2014.
Paral·lelament a la cursa d'etapes femenina es van disputar diferents gran premis als dies abans o després de la Volta.

## Palmarès masculí
| Any       | Vencedor                | Segon                | Tercer                 |
| --------- | ----------------------- | -------------------- | ---------------------- |
| 1964      | Armando Paniagua        |                      |                        |
| 1965      | Juan José Pontaza       |                      |                        |
| 1966-1967 | No es disputà           | No es disputà        | No es disputà          |
| 1968      | Julio Patricio Merino   |                      |                        |
| 1969-1972 | No es disputà           | No es disputà        | No es disputà          |
| 1973      | Francisco Antonio Funes |                      |                        |
| 1974      | Fernando Moreno         | Juan Martín Escoto   | Mauricio Hernández     |
| 1975      | Pedro Acu Tura          |                      |                        |
| 1976      | No es disputà           | No es disputà        | No es disputà          |
| 1977      | Arquimedes Jaén         |                      |                        |
| 1978      | No es disputà           | No es disputà        | No es disputà          |
| 1979      | Roberto López           |                      |                        |
| 1980      | No es disputà           | No es disputà        | No es disputà          |
| 1981      | Gregorio Rodríguez      |                      |                        |
| 1982      | Carlos Aguilar          |                      |                        |
| 1983      | Rafael Ernesto Chávez   |                      |                        |
| 1984      | Arsenio Chaparro        |                      |                        |
| 1985      | Héctor Patarroyo        |                      |                        |
| 1986      | Julio Carlos Morales    |                      |                        |
| 1987      | Jorge Landaverde        |                      |                        |
| 1988      | Luis Alfredo Pérez      |                      |                        |
| 1989      | Jair Humberto Bernal    |                      |                        |
| 1990      | Marcos Wilches          | Alan Ugalde          | Victor Cardona         |
| 1991      | Luis Fernando Lara      | Carlos Luis Palacios |                        |
| 1992      | José Daniel Bernal      | Jairo Pérez          | Serguei Sukhorútxenkov |
| 1993      | Luis Germán Cárdenas    | Marvin Escalante     | Sergio Escobar         |
| 1994      | Fredy Núñez             |                      |                        |
| 1995-2003 | No es disputà           | No es disputà        | No es disputà          |
| 2004      | Carlos Enrique Avalos   | Jorge A. Contreras   | Óscar Álvarez          |
| 2005      | Cameron Hughes          | Paulo Vélez          | Manuel Rodas           |
| 2006      | Gregorio Ladino         | Libardo Niño         | Francisco Colorado     |
| 2007      | Wilson Zambrano         | Christian Meier      | Bernardo Colex         |